# ジンゲ
ジンゲ（モンゴル語: Zhēngē）は、コンギラト部出身の女性で、モンゴル帝国第7代皇帝クルク・カアン（武宗カイシャン）の妃の一人。『元史』などの漢文史料では真哥（zhēngē）皇后と記される。

## 概要
『元史』巻114列伝1后妃伝によると、コンギラト部の出身でブルブラ（迸不剌）の娘として生まれたという。
コンギラト部はチンギス・カンの正妃ボルテを輩出して以来、チンギス・カン家の姻族として繁栄してきた一族であり、ジンゲもカイシャンの妃の中では『元史』「后妃表」の中で筆頭に挙げられるなど最も高い地位にあった。至大3年（1310年）、カイシャンの皇后に立てられている。
しかし、ジンゲとカイシャンの間には息子が生まれず、カイシャンの息子はイキレス氏が生んだコシラ（後の明宗クトクト・カアン）とタングート氏が生んだトク・テムル（後の文宗ジャヤガトゥ・カアン）がいるのみであった。
カイシャンがカアンに即位した時、弟のアユルバルワダとの間に「アユルバルワダを皇太子（次期カアン）とする代わりに、アユルバルワダの後はカイシャンの息子（コシラ、トク・テムル）を皇太子（次期カアン）にする」という約束がなされていたが、この約束はカイシャン、アユルバルワダの母で絶大な権勢を得ていたダギの意向によって無視された。これはダギがコンギラト出身であり、非コンギラト出身の女性（イキレス氏、タングート氏）を母とする人物をカアンに戴くことを認め難かったためと考えられている。そのため、アユルバルワダの皇太子とされたのは、アユルバルワダとコンギラト出身の妃ラトナシリの間に生まれたシデバラ（後の英宗ゲゲーン・カアン）であった。
皇慶2年（1313年）、長秋寺を建立して居所とし、英宗を経て泰定帝イェスン・テムル・カアンの治世まで生きた。泰定4年（1327年）11月、ジンゲは亡くなった。イェスン・テムルはジンゲを尊んで宣慈恵聖皇后と諡した。